# Donacaula pallulellus
Donacaula pallulellus là một loài bướm đêm trong họ Crambidae.